# Монастир святого Івана Лампадиста
Монастир святого Івана Лампадиста (грец. Ιερά Μονή Αγίου Ιωάννη Λαμπαδιστή<) —  чоловічий монастир Морфської митрополії Кіпрської Православної Церкви, розташований на схід від села Калопанайотіс. Під час заснування у XI столітті був освячений на честь святого Іраклідія.

## Історія
Ніяких достовірних відомостей про дату заснування монастиря не залишилось. У XI столітті було побудовано головний храм монастиря (Кафоліко). Монастир спочатку про присвячений святому Іраклідію, першому єпископу Тамасоса. За легендою, святий Іраклідій був провідником апостолів Святий Варнави, засновника Кіпрської церкви, і Павла у час їх першої появи на Кіпрі. Сам Іраклідій був сином місцевого язичницького жерця, під час супроводу апостолів до міста Пафос він був переконаний ними прийняти християнство. Іраклідія охрестили у річці Сетрахос, що протікає через село Калопанайотіс біля теперішнього монастиря, а відтак і надали сан єпископа Тамасоса.
Святий Іван Лампадист, натомість, жив у XII столітті. За легендою, він народився у селі Лампаду (якого сьогодні не існує, а існувало воно поблизу теперішнього села Галата) у сім'ї священика. Його хотіли поженити, але Іван твердо вирішив стати монахом. Батьки нареченої вирішили помститися й отруїти його. Іван вижив, але втратив зір. Він став монахом і переїхав до монастиря святого Іраклідія, що поблизу, де і помер у двадцятидворічному віці. Попри своє недовге життя і коротке перебування у монастирі Іван заробив собі славу чудотворця. Це і послужило причиною його канонізації і перейменуванням монастиря на його честь.